# Gracilisentis mugilis
Gracilisentis mugilis är en hakmaskart. Gracilisentis mugilis ingår i släktet Gracilisentis och familjen Neoechinorhynchidae.

## Underarter
Arten delas in i följande underarter:
- G. m. mugilis
- G. m. sharmani